# 中华人民共和国上海海事法院
中华人民共和国上海海事法院，位于上海市浦东新区迎春路567号，是中华人民共和国的一所海事法院。

## 沿革
中华人民共和国成立初期，海事案件统一由地方人民法院民事审判庭审理。1954年，成立了天津、上海、长江水上运输法院，专门受理海事案件。1957年，水上运输法院撤销后，海事案件重归地方人民法院审理。
1984年5月24日，最高人民法院(84)法司字第80号、交通部(84)交办字第985号联合发文《关于设立海事法院的通知》，决定以上海、天津、青岛、大连、广州、长江（驻武汉市）六个水上运输法院筹备组为基础，分别由上海港务管理局、天津港务管理局、青岛港务管理局、大连港口局、广州海运管理局、长江航务管理局负责组建上海、天津、青岛、大连、广州、武汉海事法院，各海事法院自1984年6月1日起宣告成立，并从1984年10月1日开始受理案件。海事法院由交通部主管，专门审理海事海商和行政诉讼案件。1984年11月14日，第六届全国人民代表大会常务委员会第八次会议通过《关于在沿海港口城市设立海事法院的决定》，同日中国国家主席李先念签署中华人民共和国主席令第二十号公布施行。
1999年7月1日，根据中央机构编制委员会办公室、最高人民法院、交通部、财政部《关于理顺大连等6个海事法院管理体制若干问题的意见》，上海海事法院由交通部移交中共上海市委、上海市人民政府、上海市高级人民法院管理，行政级别由副厅局级提升为正厅局级，受上海市人民代表大会常务委员会监督并向其报告工作。

## 管辖

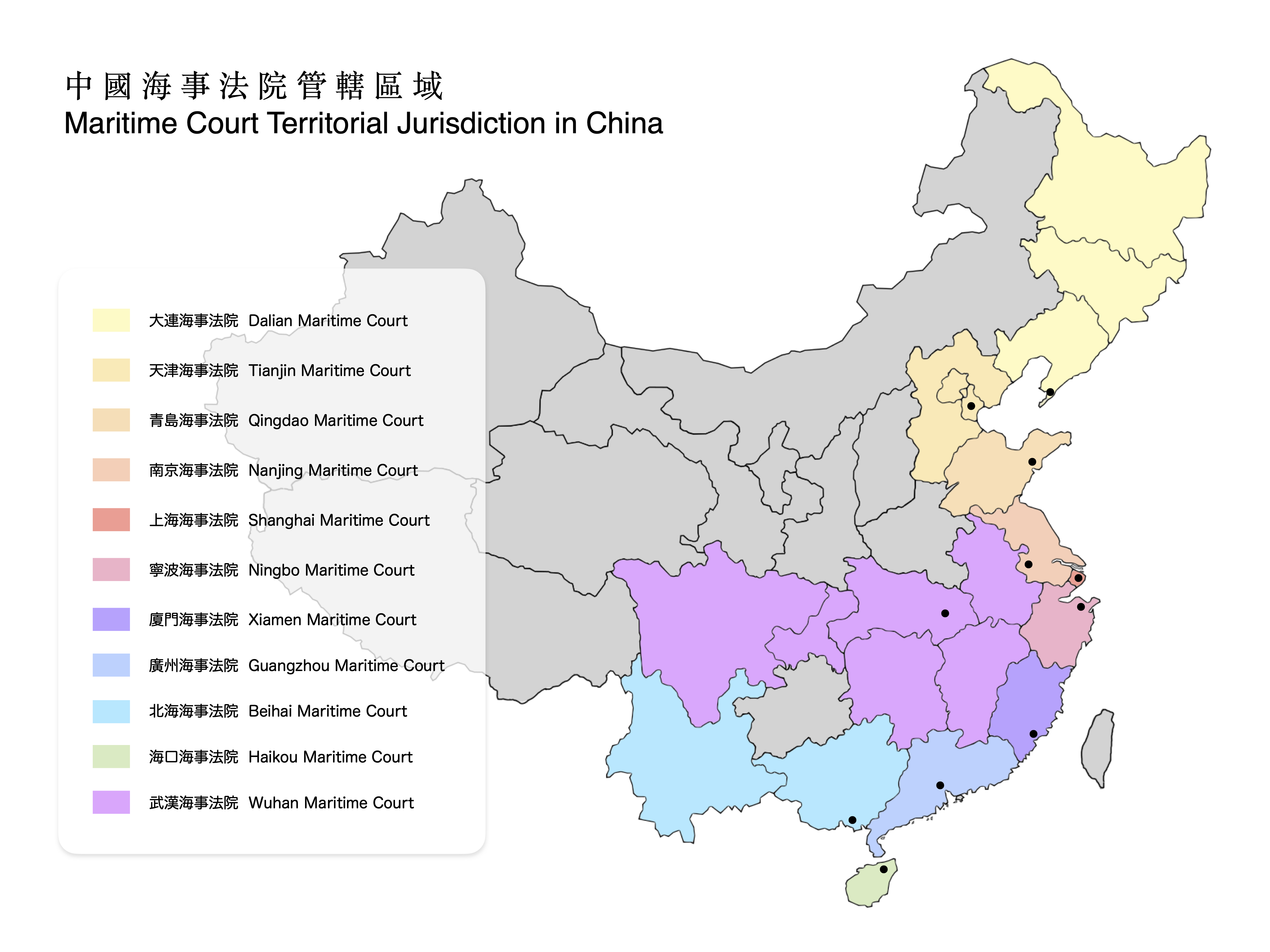
上海海事法院管辖区域主要为上海市水域

上海海事法院管辖上海市和长江浏河口以下通海水域、江苏省沿海海域的一审海事、海商案件，上诉审由上海市高级人民法院负责。上海海事法院辖区内有上海港、洋山深水港、连云港、洋口港等重要港口。上海海事法院主要受理海商合同、海事侵权、特别程序、海事执行共4大类60多种案件。

## 机构设置
上海海事法院现有处级内设机构编制14个，实有处级内设机构13个，务部门8个，分别为立案庭、执行局、海事庭、海商庭、审监庭、连云港派出法庭、洋山深水港派出法庭(自由贸易试验区法庭)洋口港派出法庭；行政综合部门5个，分别为政治部、办公室、研究室、法警支队和监察室。

### 地域划分
院本部：上海（除洋山深水港区、奉贤区、金山区）沿海海域和长江浏河口以下通海水域
洋山深水港派出法庭：洋山深水港、洋山保税港区及其附近海域，上海市奉贤区、金山区海域和通海水域
洋口港派出法庭：江苏省盐城东台市弶港以南江苏沿海海域和通海水域
连云港派出法庭：江苏省盐城东台市弶港以北江苏沿海海域和通海水域

### 审判机构
- 立案庭
- 海事审判庭
- 海商审判庭
- 审判监督庭
- 执行局
- 洋山深水港派出法庭
- 连云港派出法庭
- 洋口港派出法庭[8]

### 其他机构
- 政治部
- 研究室
- 办公室
- 监察室
- 法警支队[8]

## 历任院长
1. 谷正平（1985年3月－1993年5月）
2. 高剑鸣（1993年5月－1995年9月）
3. 张进先（1995年9月－1999年7月）
4. 鲍贤明（1999年9月－2002年6月）
5. 郑肇芳（2002年6月－2010年5月）
6. 应新龙（2010年5月－2014年7月）
7. 赵　红（2014年7月－）[9]